# Crempigny-Bonneguête
Crempigny-Bonneguête ist eine französische Gemeinde im Département Haute-Savoie in der Region Auvergne-Rhône-Alpes.

## Geographie
Crempigny-Bonneguête liegt auf 501 m, etwa 18 Kilometer westnordwestlich der Stadt Annecy (Luftlinie). Die Doppelgemeinde erstreckt sich in einem kurzen nördlichen Seitental des Fier, in der Hügellandschaft am Ostfuß der Montagne des Princes, im Genevois.
Die Fläche des 5,82 km² großen Gemeindegebiets umfasst einen Abschnitt des westlichen Genevois. Das Gebiet wird vom gewellten Relief der Hügel zwischen den Tälern von Fier im Süden und Usses im Norden eingenommen. Nach Westen erstreckt sich das Gemeindeareal auf den bewaldeten Kamm der Montagne des Princes, auf dem mit 857 m die höchste Erhebung von Crempigny-Bonneguête erreicht wird.
Die Gemeinde besteht aus den Ortsteilen Crempigny (501 m) auf einem Geländevorsprung östlich der Montagne des Princes, Bonneguête (480 m) ebenfalls auf einem Vorsprung sowie dem Weiler Bellefontaine (450 m) am Ostfuß der Montagne des Princes. Nachbargemeinden von Crempigny-Bonneguête sind Clermont im Norden, Menthonnex-sous-Clermont und Versonnex im Osten, Vallières-sur-Fier im Süden sowie Droisy im Westen.

## Geschichte
Bereits im 11. Jahrhundert wurde in Bonneguête ein Priorat gegründet. Im Jahre 1973 fusionierten die vorher selbständigen Kleingemeinden Crempigny und Bonneguête zur heutigen Doppelgemeinde.

## Sehenswürdigkeiten
Die Dorfkirche Saint-Quentin in Crempigny wurde 1886 im Stil des Neoklassizismus errichtet. Die Kirche von Bonneguête wurde im 19. Jahrhundert an der Stelle eines gotischen Vorgängerbaus neu erbaut, wobei einige Teile des früheren Gotteshauses mit einbezogen wurden. Zu den sehenswerten profanen Bauwerken gehören das mittelalterliche Schloss (später mehrfach umgestaltet) in Crempigny, das Château Le Fey, die Mühle von Bellefontaine und die Häuser von Bonneguête im traditionellen savoyardischen Baustil (15. bis 18. Jahrhundert).

## Bevölkerung
| Jahr                       | 1962 | 1968 | 1975 | 1982 | 1990 | 1999 | 2005 |
| Einwohner                  | 140  | 106  | 91   | 98   | 114  | 167  | 233  |
| Quellen: Cassini und INSEE |      |      |      |      |      |      |      |

Mit 325 Einwohnern (Stand 1. Januar 2022) gehört Crempigny-Bonneguête zu den kleinen Gemeinden des Département Haute-Savoie. Im Verlauf des 19. und 20. Jahrhunderts nahm die Einwohnerzahl aufgrund starker Abwanderung kontinuierlich ab (1861 wurden in Crempigny-Bonneguête noch 211 Einwohner gezählt). Seit Beginn der 1980er Jahre wurde jedoch wieder eine deutliche Bevölkerungszunahme verzeichnet.

## Wirtschaft und Infrastruktur
Crempigny-Bonneguête ist noch heute ein vorwiegend durch die Landwirtschaft geprägtes Dorf. Daneben gibt es einige Betriebe des lokalen Kleingewerbes. Einige Erwerbstätige sind Wegpendler, die in den größeren Ortschaften der Umgebung sowie im Raum Annecy ihrer Arbeit nachgehen.
Die Ortschaft liegt abseits der größeren Durchgangsstraßen an einer Verbindungsstraße, die von Clermont nach Saint-André führt. Eine weitere Straßenverbindung besteht mit Menthonnex-sous-Clermont. Der nächste Anschluss an die Autobahn A41 befindet sich in einer Entfernung von rund 20 km.